# Hiiumaa (kraj)
Hiiumaa (zkráceně Hiiu, plným názvem Hiiu maakond, tedy „Hiijský kraj“) je rozlohou i počtem obyvatel nejmenší z patnácti estonských krajů. Kraj byl vytvořen roku 1946 vyčleněním z kraje Läänemaa, v roce 1950 změněn na okres, v roce 1989 opět na kraj. Kraj sestává z jediné, stejnojmenné obce Hiiumaa.

## Zeměpisné údaje
Kraj Hiiumaa leží na severozápadě Estonska. Sestává z druhého největšího estonského ostrova Hiiumaa, podle něhož je pojmenován, a několika přilehlých ostrovů. Přes Průlivové moře sousedí na jihu s krajem Saaremaa a na východě s krajem Läänemaa.

## Sídla
V kraji je jedno město (Kärdla), dvě městečka (Kõrgessaare a Käina) a 182 vesnic.